# Сарухан, Хосе
Хосе́ Саруха́н Керме́с (исп. José Sarukhán Kermez; род. 15 июля 1940, Мехико, Мексика) — мексиканский биолог, один из наиболее известных мексиканских ученых. 39-й ректор Национального автономного университета Мексики. Отец Артуро Сарухана, посла Мексики в США в 2007—2013 годах.
Иностранный член Национальной академии наук США (1993), Лондонского королевского общества (2003). Лауреат премии Тайлера (2017).

## Биография
Предки Хосе Сарухана были армяне, бежавшие от геноцида в Турции. В течение 32 лет был исследователем, сначала в Институте биологии НАУ, затем, с 1979 по 1986, возглавил институт. Лауреат премии Мексиканской академии наук (1980) и Национальной премии искусств и наук в области физико-математических и естественных наук (1990).
Координатор научных исследований НАУ в 1986—1988, ректор в течение двух сроков, с 1989 до 1997 год. Имеет шесть почетных докторских степеней университетов в Мексике и других странах.
В 1992 году подписал «Предупреждение человечеству».